# Germain Marc'hadour
L'abbé Germain Marc'hadour, né le 16 avril 1921 à Langonnet (Morbihan) et mort le 22 février 2022 à Plumergat, est un ecclésiastique, écrivain et professeur de philologie français,.  

## Biographie
Fils d'un sabotier de Langonnet, il est formé aux séminaires de Sainte-Anne-d’Auray et de Vannes. Il est ordonné prêtre le 18 juin 1944.
Licencié en anglais à l'université catholique d'Angers, il soutient ensuite à l'université de Rennes un diplôme d'études supérieures consacré à Thomas More. Il effectue divers séjours en Angleterre et obtient un certificat de phonétique anglaise à l'université de Londres en 1953. Il soutient en 1969 une thèse de doctorat intitulée  « Thomas More et la Bible, la place des Livres-Saints dans son apologétique et sa spiritualité. » 
Il fonde en 1963 la revue Moreana, qu'il dirige pendant 25 ans.

## Publications
- (en) The Bible in the works of Thomas More, 1, Old Testament, 1969
- (en) The Bible in the works of Thomas More, 2, The Four Gospels, 1969
- Thomas More et la Bible, la place des Livres saints dans son apologétique et sa spiritualité, 1969
- (en) The Bible in the works of Thomas More, 3, Acts. Epistles. Apocalypse, 1970
- (en) The Bible in the works of Thomas More, 4, Elements of synthesis, 1971
- (en) Thomas More ou la Sage Folie, 1971
- (en) The Bible in the works of Thomas More, 5, Indexes, supplements, concordances, 1972
- (en) Essential articles for the study of Thomas More, 1977
- Le Lexique chrétien, permanences et avatars, sous la direction de Germain Mac'hadour, Angers, Université catholique de l'Ouest, Institut de perfectionnement en langues vivantes, 1990
- Thomas More : un homme pour toutes les saisons, 1992
- Thomas More, Utopia, 1998
- (en) Saint Thomas More and the body of the Christ, 2001